# Patte (Stoff)

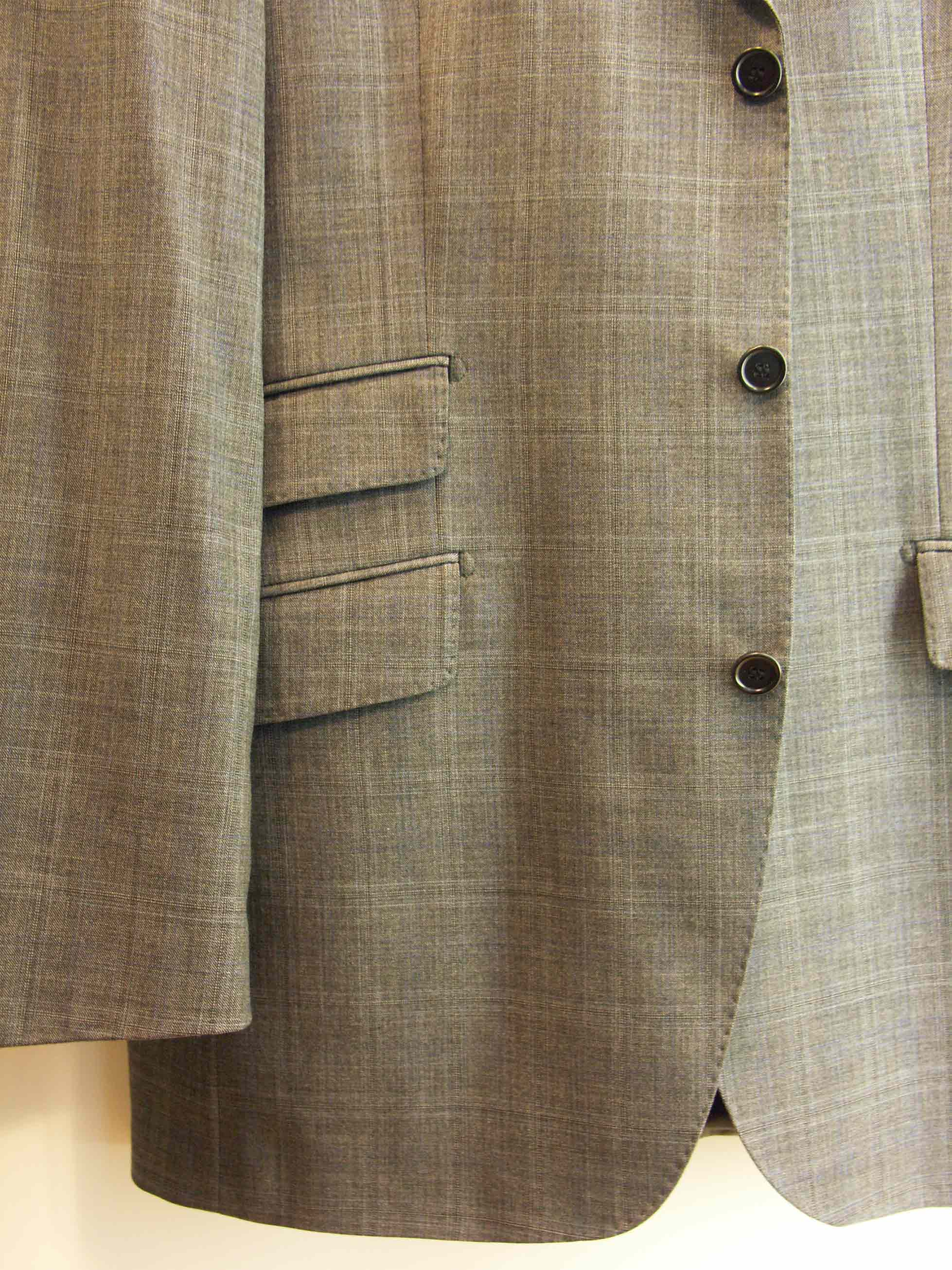
Sakko mit Pattentaschen

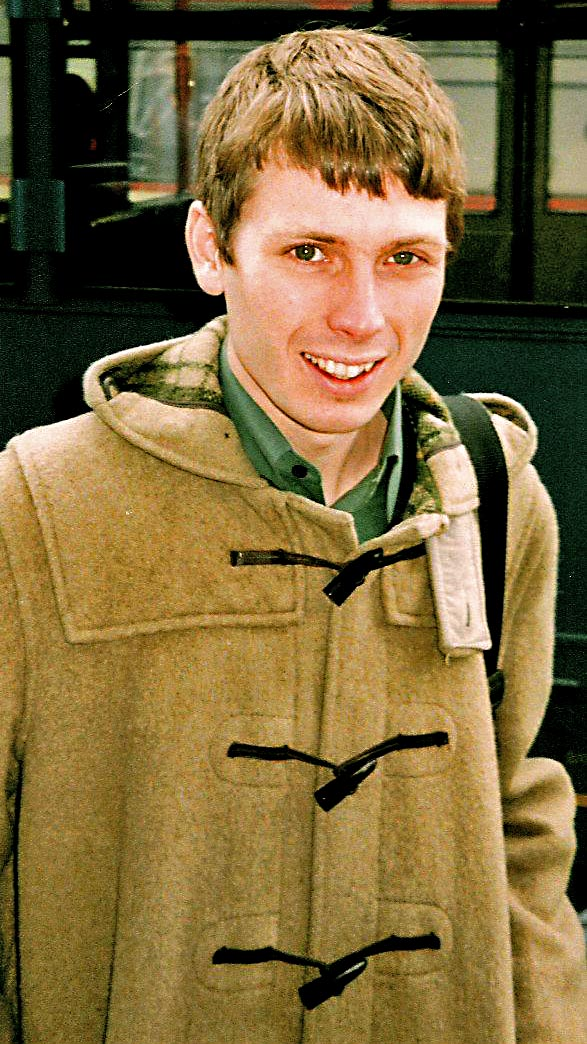
Dufflecoat mit Schulterpatten

Als Patte bezeichnet man ursprünglich die durch Umschlagen seitlich geschlitzter Ärmel entstandenen Aufschläge. Im weiteren Sinne werden alle auf Kleidungsstücke aufgesetzten, oft in einer anderen als der Grundfarbe ausgeführten Stoffteile als Patten bezeichnet, z. B. Kragen-, Schulter- oder Ärmelpatten. Die Klappe über dem Eingriff einer Mantel-, Sakko- oder ähnlichen Tasche heißt ebenfalls Patte, die entsprechende Tasche wird als Pattentasche bezeichnet.